# Joan d'Arborea
Joan d'Arborea, anomenat Cià (Chiano) fou fill de Marià II d'Arborea. Va succeir al seu pare com a jutge vers el 1297 sota la tutela de Tosorat Uberti, noble favorable a Pisa. Va morir en una revolta popular el 23 de març de 1304, causada per l'expropiació de terrenys comunals que després va vendre. Es va casar el 1287 amb Giacomina della Gherardesca, filla d'Ugolino, comte de Donoratico, la qual va morir el 12 de febrer de 1329. Va deixar una filla pòstuma, Joana, que va morir vers el 1308, i dos fills il·legítims: Andreuot d'Arborea i Marià III d'Arborea.